# Kristen Harris (attrice)
Kristen Shelley Harris (Calgary, 16 novembre 1976) è un'attrice canadese ha recitato in diversi film e programmi televisivi in Canada e negli Stati Uniti.

## Biografia
Kristen Shelley Harris è nata e cresciuta a Calgary (Canada). Dopo il liceo si trasferì a Los Angeles, dove a 17 anni ha studiato alla Groundlings Theatre Improv School. Si è poi trasferita a Toronto e ha studiato canto presso la facoltà di musica dell'Università di Toronto. Il suo primo ruolo cinematografico professionale è stato quello di interpretare la sorella di Mary-Louise Parker nel film televisivo Vinegar Hill. Nel 2005, ha interpretato Marissa nel film canadese Lucid. Dal 2008 al 2013 ha avuto il ruolo ricorrente di Lisa Larkin nella serie televisiva canadese Less Than Kind, girata a Winnipeg. Nel 2011 ha interpretato il ruolo principale di Beatrice nel film Passionflower del regista Shelagh Carter, per il quale ha vinto numerosi premi.
Nel 2012, è apparsa in due cortometraggi proiettati al Festival di Cannes: The Lost Dreams of Narcissus and Echo e The Forest Path. Ha fatto parte del cast della commedia nera del 2018 dello scrittore e regista Collin Friesen, Sorry for Your Loss, con Bruce Greenwood, Inbar Lavi, Sandrine Holt, Justin Bartha e Lolita Davidovitch. Nello stesso anno, Harris si unì al cast del thriller poliziesco dello scrittore e regista David Raymond, Night Hunter, con Ben Kingsley, Stanley Tucci, Henry Cavill e Alexandra Daddario. Poco dopo è stata scelta per il film horror psicologico dello scrittore e regista Assaf Bernstein, Look Away - Lo sguardo del male (2018), con India Eisley, Jason Isaacs e Mira Sorvino.
Harris si è unita al regista Shelagh Carter per il film drammatico Into Invisible Light (2018), con Jennifer Dale. Harris si è unita ad Aaron Paul per il thriller del regista Christopher Cantwell, Un'improbabile amicizia (2019), ed è stata poi scelta per il suo primo film in studio di Hollywood, Atto di fede (2019), con Marcel Ruiz, Topher Grace, Josh Lucas, Sarah Constable e Dennis Haysbert. Harris ha poi ottenuto un ruolo nella commedia drammatica di Bob Odenkirk, Io sono nessuno (2021), con Connie Nielsen e Christopher Lloyd. Harris ha raggiunto lo status di co-protagonista nel thriller horror della scrittrice-produttrice-regista Lori Evans Taylor, Riposo forzato (2023), con Melissa Barrera, Guy Burnet e Paul Essiembre.

## Premi e riconoscimenti
Harris ha vinto due premi per il suo ruolo in Passionflower. Nel 2011 ha vinto il premio per la migliore interpretazione in un film drammatico al Vancouver International Film Festival. Nel 2012 ha ricevuto un ACTRA Award of Excellence - Miglior interpretazione per un'artista femminile (Manitoba) per Passionflower. È stata nominata più volte come migliore attrice protagonista ai festival cinematografici europei di Berlino, Londra, Madrid e Milano.

## Filmografia

### Cinema
- Lucid, regia di Sean Garrity (2005)
- Halley's Comet, regia di Cecilia Araneda (2006)
- House Party, regia di James Genn (2006)
- New in Town, regia di Jonas Elmer (2009)
- Fragments, regia di Kevin Nikkel (2009)
- Of Games and Escapes, regia di Bevan Klassen (2010)
- Beethoven - L'avventura di Natale (Beethoven's Christmas Adventure), regia di John Putch (2011)
- Wrong Turn 4 - La montagna dei folli (Wrong Turn 4: Bloody Beginnings), regia di Declan O'Brien (2011)
- The Lost Dream of Narcissus and Echo, regia di Hersh Seth (2011)
- The Forest Path, regia di John Jennissen e Shannon Jennissen (2011)
- Passionflower, regia di Shelagh Carter (2011)
- We Were Children, regia di Tim Wolochatiuk (2012)
- L'esorcismo di Molly Hartley (The Exorcism of Molly Hartley), regia di Steven R. Monroe (2015)
- Un desiderio per Natale (A Dream of Christmas), regia di Gary Yates (2016)
- Before Anything You Say, regia di Shelagh Carter (2017)
- Uno strano desiderio (Sorry for Your Loss), regia di Collin Friesen (2018)
- Night Hunter, regia di David Raymond (2018)
- Look Away - Lo sguardo del male (Look Away), regia di Assaf Bernstein (2018)
- Into Invisible Light, regia di Sherlagh Carter (2018)
- Un'improbabile amicizia (The Parts You Lose), regia di Christopher Cantwell (2019)
- Atto di fede (Breakthrough), regia di Roxann Dawson (2019)
- Welcome to Sudden Death, regia di Dallas Jackson (2020)
- Io sono nessuno (Nobody), regia di Il'ja Najšuller (2021)
- Riposo forzato (Bed Rest), regia di Lori Evans Taylor (2023)

### Televisione
- Vinegar Hill, regia di Peter Werner - film TV (2005)
- S.O.S. - La natura si scatena (Category 7: The End of the World) - miniserie TV (2005)
- Maneater, regia di Gary Yates - film TV (2007)
- Un desiderio di troppo (Holiday Switch), regia di Bert Kish - film TV (2007)
- House Party - serie TV, 1 episodio (2008)
- Less Than Kind - serie TV, 5 episodi (2008, 2010, 2012)
- Taken in Broad Daylight, regia di Gary Yates - film TV (2009)
- Todd and the Book of Pure Evil - serie TV, 1 episodio (2010)
- Men with Brooms - serie TV, 2 episodi (2010)
- Flashpoint - serie TV, 1 episodio (2011)
- Wrath of Grapes: The Don Cherry Story II - miniserie TV (2012)
- Layla & Jen - serie TV (2013)
- La grande sfida di Gabby (The Gabby Douglas Story), regia di Gregg Champion - film TV (2014)
- The Choking Game, regia di Lane Shefter Bishop - film TV (2014)
- The Pinkertons - serie TV, 2 episodi (2014-2015)
- Channel Zero - serie TV, 4 episodi (2016)
- Washed Away, regia di Jeff Beesley - film TV (2017)
- Connessione d'amore, (Christmas Connection), regia di Steven R. Monroe - film TV (2017)
- Un week-end sulla neve (One Winter Weekend), regia di Gary Yates - film TV (2018)
- Burden of Truth - serie TV, 1 episodio (2018)
- Trovate mia figlia (GONE: My Daughter), regia di Jeff Beesley - film TV (2018)
- A Secret to Keep, regia di Michelle Ouellet - film TV (2020)
- La casa in fiamme (Ann Rule's A House on Fire), regia di Shamim Sarif (2021)